# Нижньооброчене
Нижньооброчене (рос. Нижнеоброчено) — село в Безенчуцькому районі Самарської області Російської Федерації.
Населення становить 2 особи. Входить до складу муніципального утворення сільське поселення Наталине.

## Історія
Населений пункт розташований у межах українського етнічного та культурного краю Жовтий Клин.
Від 2005 року входило до складу муніципального утворення сільське поселення Наталине.

## Населення
| 2010 | 2012 | 2013 | 2014 | 2015 | 2016 |
| ---- | ---- | ---- | ---- | ---- | ---- |
| 2    | →2   | →2   | →2   | →2   | →2   |